# Ballentine (Carolina del Sur)
Ballentine es un área no incorporada ubicada del Condado de Richland en el estado estadounidense de Carolina del Sur. Es parte de la Columbia.
La localidad estuvo recientemente en las etapas de planificación de ser incorporación.  Ballentine sería la séptima comunidad incorporada en el Condado de Richland si fuera a ser incorporadas. Sería la primera creada en la zona desde Arcadia Lakes se formó en 1959, según la Asociación Municipal de Carolina del Sur. La localidad habría tenido una población de cerca de 2.500 personas, sin embargo, la reciente votación para su incorporación no tuvo éxito.
Ballentine se encuentra en Lago Murray, un gran embalse formado en la década de 1930 por el Saluda Dam, que en el momento de la represa de tierra más grande del mundo. Ballentine refiere a sí mismo sobre los signos que conducen a la localidad como "La puerta al Lago Murray". La comunidad experimentó un crecimiento grande durante el siglo XX, provocado por la combinación de su ubicación a orillas del lago y su proximidad a la ciudad de Columbia. En el siglo XXI, Ballentine ha sido transformado por la adición de dos grandes, nuevas subdivisiones, de clase media y algunos nuevos desarrollos comerciales, así como una nueva escuela primaria. Ahora es una zona residencial de Columbia, aunque mantiene algo de su aire rural en muchas áreas.